# مجيل (جنس)
مَجِيل (الاسم العلمي: Magilus)، جنس حيوانات بحرية من الرخويات بطنيات القدم وفصيلة المريقيات.